# Йост, Мишель
Мише́ль Йост (Йос) (фр. Michel Yost; 1754, Париж — 5 июля 1786, там же) — французский кларнетист, композитор и педагог, основоположник французской школы исполнительства на кларнете.

## Биография
Обучался игре на кларнете у Иоганна Йозефа Бера, первое сольное выступление состоялось в 1777 году на одном из «Духовных концертов». Современники отмечали в его исполнении красоту и яркость звука, а также большое техническое мастерство. С 1781 по 1786 год Йост выступал на «Духовных концертах» 38 раз, часто исполняя свои собственные сочинения. Несмотря на то, что Йост не имел композиторского образования, он написал достаточно много произведений (в основном для своего инструмента), которые в дальнейшем были изданы при поддержке его друга, композитора Иоганна Фогеля. Партии солирующего кларнета в сочинениях Йоста изобилуют пассажами и виртуозными эпизодами. Мелодии из его концертов вошли впоследствии в разные сборники этюдов как образцы высокой технической трудности.
Перу Йоста приписывалась также «Школа игры на кларнете и флейте», подписанная V. Michel, однако впоследствии выяснилось, что бо́льшую её часть написал Франсуа-Луи Мишель, а Йост только корректировал использованные в ней партии кларнета.
Несмотря на свою короткую жизнь, Йост успел воспитать ряд французских кларнетистов, сформировавших впоследствии французскую школу исполнения на кларнете. Среди его учеников наиболее известен Жан Ксавье Лефевр.

## Сочинения Йоста
- 14 концертов для кларнета с оркестром;
- 66 дуэтов для двух кларнетов;
- 12 арий с вариациями для двух кларнетов;
- 12 арий с вариациями для кларнета и альта;
- 3 трио для двух кларнетов и фагота;
- 27 трио для различных составов с кларнетом;
- 18 квартетов для кларнета, скрипки, альта и виолончели;
- 12 арий с вариациями для того же состава